# Bar Mundial
Bar Mundial és un edifici de Barcelona inclòs en l'Inventari del Patrimoni Arquitectònic de Catalunya.

## Descripció
Es tracta d'un establiment situat a la dreta del portal d'accés a la zona de vestíbul de l'escala. A l'exterior només té una obertura que consisteix en una porta de fusta i un rètol situat al buit de l'arc de la porta, que no és l'original. A l'interior, l'espai està configurat a partir de la barra original amb el taulell de marbre i algunes taules rodones amb el sobre de marbre i els peus de ferro. Té una petita sala amb més taules. Disposa d'un arrambador ceràmic realitzat amb rajoles. Damunt del boteller s'exposa una col·lecció de fotografies de boxejadors.

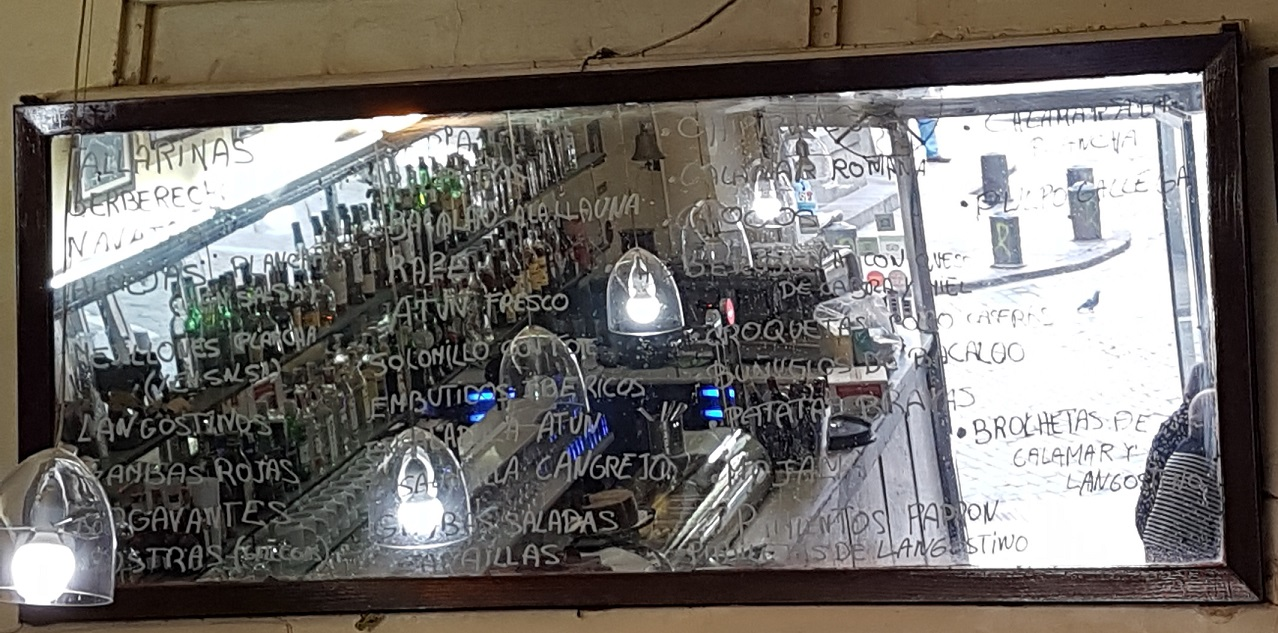

## Història
El bar Mundial es va fundar el 1925, però anteriorment en aquest indret hi havia hagut un local conegut amb el nom d'Union Bar o Petit Bar. Les fotografies que hi ha exposades mostren que entre el 1929 i el 1967 el bar va ser un lloc de trobada d'una penya de boxejadors.